# آرتور بولاک
آرتور بولاک (انگلیسی: Arthur Bullock; ۷ اکتبر ۱۹۰۹ – 1997 (aged 87–88)) بازیکن فوتبال اهل بریتانیا بود.
از باشگاه‌هایی که در آن بازی کرده‌است می‌توان به باشگاه فوتبال هال سیتی و باشگاه فوتبال یورک سیتی اشاره کرد.
وی همچنین در تیم ملی فوتبال England schools بازی کرده‌است.